# 大学前駅 (滋賀県)
大学前駅（だいがくまええき）は、滋賀県東近江市布施町にある近江鉄道本線（水口・蒲生野線）の駅である。駅番号はOR27。

## 歴史
滋賀文化短期大学（現・びわこ学院大学）の開学にあわせ、最寄り駅の新設を要望した八日市市の請願駅である。建設費は1795万円で、八日市市が全額負担している。

### 年表
- 1990年（平成2年）3月29日：長谷野駅 - 桜川駅間に、当駅が開業[1][2][3][4]。

## 駅構造

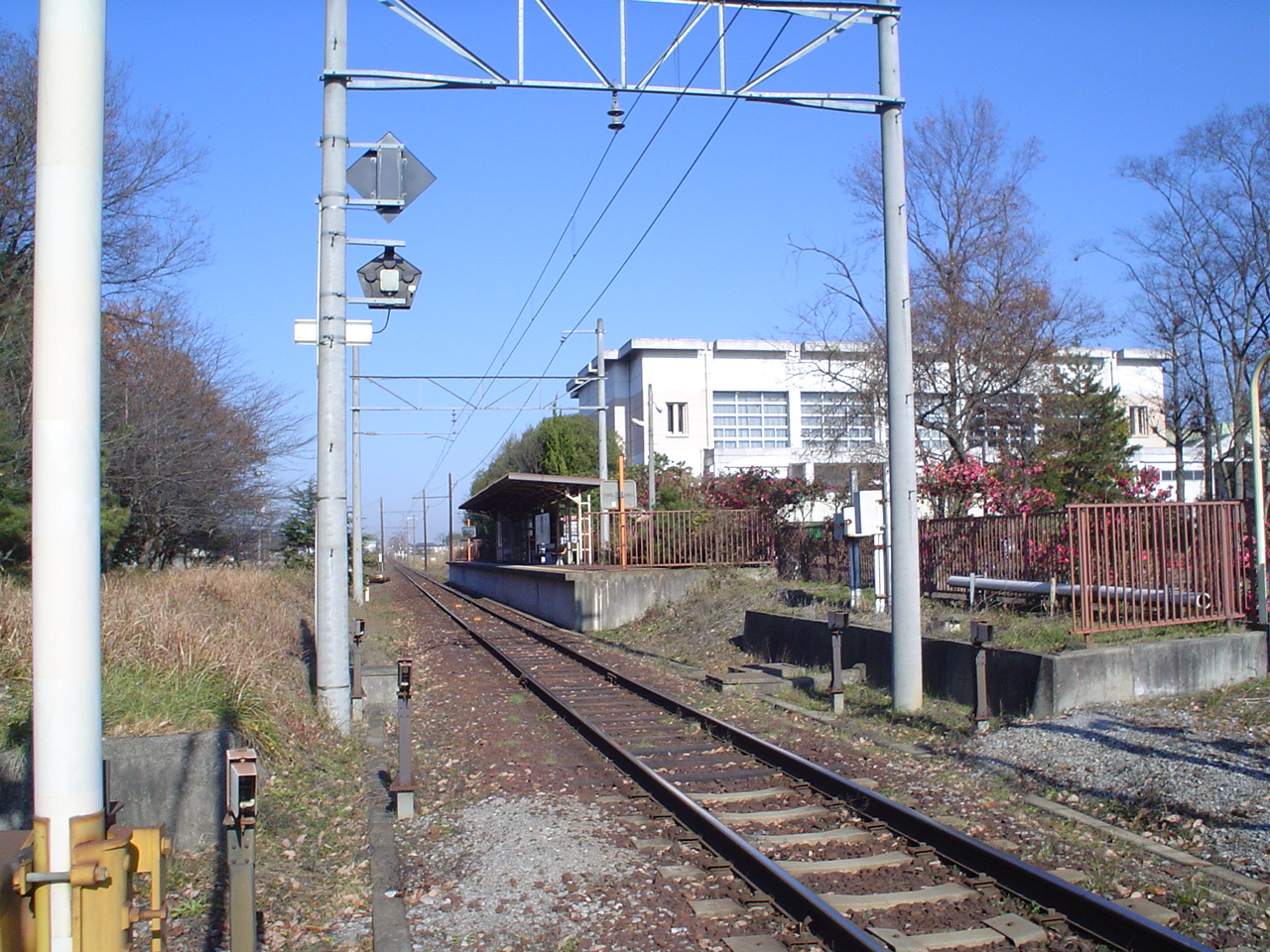
駅全景（2008年12月、踏切から）

単式ホーム1面1線を有する地上駅で無人駅である。ホームは線路の東側に位置している。駅舎はなく、古い屋根やベンチを備えた程度の簡素な造りとなっている。

## 利用状況
近年の1日平均乗車人員の推移は下記のとおり。(東近江市統計書より)
| 年度               | 一日平均 乗車人員 |
| ------------------ | ----------------- |
| 2002年（平成14年） | 62                |
| 2003年（平成15年） | 58                |
| 2004年（平成16年） | 47                |
| 2005年（平成17年） | 59                |
| 2006年（平成18年） | 68                |
| 2007年（平成19年） | 71                |
| 2008年（平成20年） | 72                |
| 2009年（平成21年） | 76                |
| 2010年（平成22年） | 82                |
| 2011年（平成23年） | 93                |
| 2012年（平成24年） | 77                |
| 2013年（平成25年） | 88                |
| 2014年（平成26年） | 74                |
| 2015年（平成27年） | 80                |
| 2016年（平成28年） | 83                |
| 2017年（平成29年） | 94                |
| 2018年（平成30年） | 103               |
| 2019年（令和元年） | 94                |

## 駅周辺
駅東側にびわこ学院大学が隣接し、そこから東へ進むと運動公園に至る。駅西側には布施神社があり、その西側を滋賀県道13号彦根八日市甲西線が並行する。周辺は田園地帯だが、東西に少し離れたところに住宅地がある。見送り稲荷神社は駅東側にあり、そこから南へ下ると合成樹脂の工場に至る。
- びわこ学院大学
- 東近江市立布引小学校
- 東近江市総合運動公園
  - 布引陸上競技場（布引グリーンスタジアム）[7][8][9]
  - 布引体育館[10]
  - 布引弓道場[11]
  - 布引プール[12]
- 三光合成 滋賀工場
- 福寿寺
- 見送り稲荷神社 - 長谷野駅とのほぼ中間にある神社。御代参街道沿い。
- 布施神社[13]
- 布施公園[14]
- 滋賀県道13号彦根八日市甲西線
- 御代参街道
- ちょこっとタクシー「大学前」停留所（※要予約）

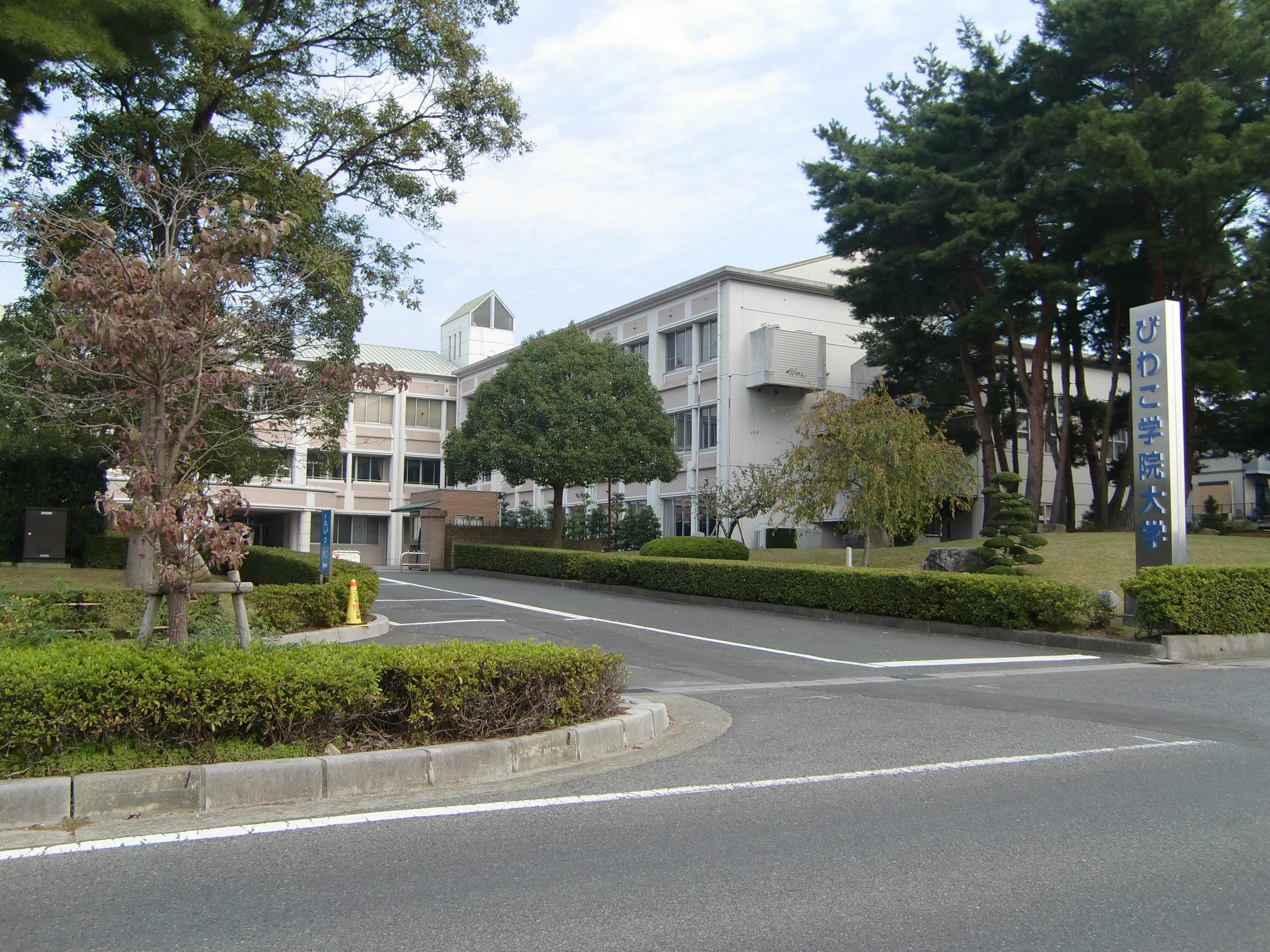
びわこ学院大学
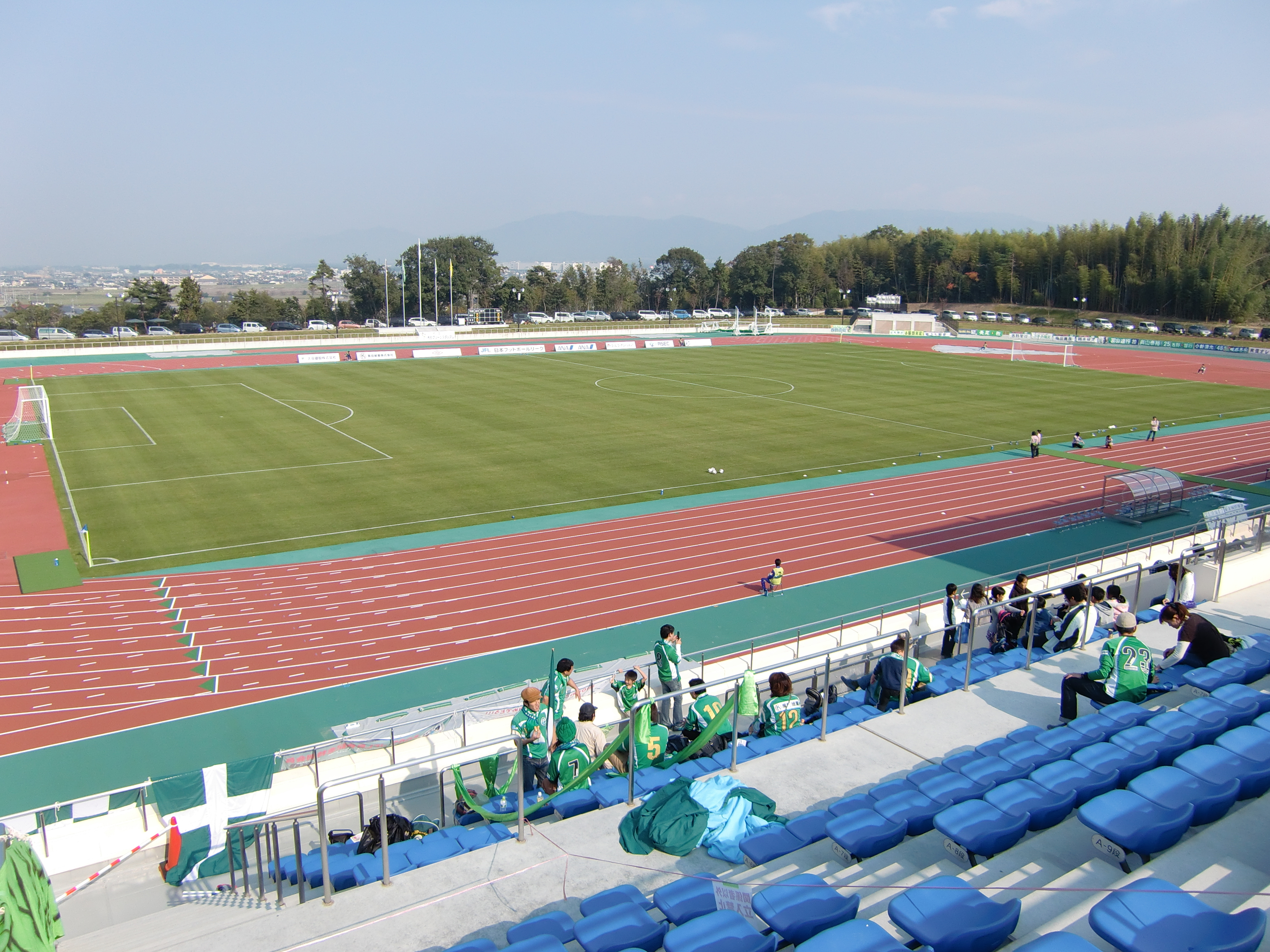
東近江市総合運動公園布引陸上競技場（布引グリーンスタジアム）

## その他
- 過去には東近江市布引運動公園陸上競技場（現在の東近江市総合運動公園布引陸上競技場）でMIOびわこ滋賀（現在のレイラック滋賀FC）の公式戦が開催される日に、鉄道の利用促進を目的として当駅でスタジアムの特別招待券の配布が行われたことがあった[15][16]。

## 隣の駅
近江鉄道
■本線（水口・蒲生野線）
長谷野駅（OR26） - 大学前駅（OR27） - 京セラ前駅（OR28）

### 記事本文